# ستيف كاربنتر
ستيف كاربنتر هو لاعب هوكي جليد كندي، ولد في 30 مارس 1971 في برينس جورج في كندا.

## وصلات خارجية
- ستيف كاربنتر على موقع HockeyDB.com (الإنجليزية)